# Kenneth Martin
Pour les articles homonymes, voir Martin.
Kenneth Martin, né le 13 avril 1905 à Sheffield (Yorkshire) et mort le 21 novembre 1984 à Londres (Royaume-Uni), est un peintre et sculpteur britannique.
Avec sa femme Mary Martin et Victor Pasmore, il est une figure de premier plan dans le renouveau du constructivisme en Grande-Bretagne et en Amérique dans les années 1940.

## Biographie

### Formation
- Royal College of Art